# 건담의 병기 목록
건담에 등장하는 MS/MA 목록표 

## 우주세기 (U.C) 시리즈

### 기동전사 건담 (원제: 機動戦士ガンダム)

#### 지구 연방군 (Earth Federation Space Force)

##### 연방군 MS
- RB-79 볼
- RGM-79 짐
- RX-75-4 건탱크
- RX-77-2 건캐논
- RX-78-2 건담
- G-파이터

##### 연방군 기타 병기
- FF-X7 코어 파이터
- FF-X7-Bst 코어 부스터
- FF-S3 세이버 피시
- FF-4 토리아에즈
- FF-6 TIN 코드

- WHITE BASE 화이트 베이스
- MAGELLAN 마젤란 타입 전함
- SALAMIS  사라미스 타입 전함
- BIG TRAY 빅 트레이급 육전정

#### 지온 공국군 (Principality of Zeon Dukedom)

##### 지온군 MS
- MS-05B 자쿠 I 후기 생산형
- MS-06 자쿠 II
  - MS-06F 자쿠 II F형
  - MS-06J 자쿠 II J형 | 육전형 자쿠 II
  - MS-06S 자쿠 II S형 지휘관용 | 자쿠 II <샤아 아즈나블 전용기>
- YMS-07B 선행 양산형 구프
  - MS-07 구프
- MS-09 돔
  - MS-09R 릭 돔
- MS-14 겔구그
  - YMS-14 선행 양산형 겔구그
  - MS-14S 선행 양산형 겔구그 <샤아 아즈나블 전용기>
- YMS-15 걍
- MSN-02 지옹

##### 수중용 / 자브로 공격용 MS 계열
- MSM-03 곡그
  - MSM-03C하이곡그
- MSM-04 앗가이
  - MSM-04G 쥬악그
  - MSN-04N 앗가이
- MSM-07 즈곡크
  - MSM-07E즈곡크 익스페리먼트
  - MSM-07S 즈곡크 <샤아 아즈나블 전용기>
- MSM-08 조곡그
- MSM-10 족그
- EMS-05 앗그

##### MA 계열
- MAX-03 앗잠
- MA-04X 자크레로
- MA-05 비그로
- MA-08 빅 잠

- MAM-07 그라브로

- MAN-03(MAN-X3) 브라우브로
- MAN-08(MAN-X8) 엘메스

##### 지온군 기타 병기
- 도프
- 도다이YS
- 마젤라 어택
- 룩군
- MUSAI 무사이급 경순양함
- CHIVVAY 치베급 중순양함
- DOROS   거대 항공모함 도로스
- GUWAZIN 그와진급 순양함

### MSV (Mobile Suit Variation)

#### 지구 연방군
- FA-78-1 풀아머 건담
- PF-78-1 퍼펙트 건담
- RGC-80-1 짐 캐논
- RGC-80 짐 캐논

- RGM-79L 짐 라이트 아머 경장갑형 짐
- RGM-79SC 짐 스나이퍼 커스텀 에이스 전용 개수기
- TGM-79(RGM-79T) 짐 트레이너 훈련용 짐
- RMV-1 건탱크 II
- RX-76 볼 개발형
- RX-77-3 건캐논 중장형
- RX-77-4 건캐논 II
- RX-78-1 건담 시제형
- RX-78-3 G-3 건담

- SP-W03 스페이스 포드

- FF-6 TIN 코드

#### 지온 공국군
- MS-05A 자쿠 I 전기 생산형
- MS-05B 자쿠 I 후기 생산형
- MS-06A 자쿠 II A형 초기생산형
- MS-06C 자쿠 II C형 선행양산형 (핵무기 전투 상정형)
- MS-06D 자쿠 II D형 사막전형
- MS-06E 자쿠 II E형 강행정찰형
- MS-06E-3 자쿠 II 프리퍼 정찰형
- MS-06F 자쿠 II 마인 레이어 기뢰매설형
- MS-06F 자쿠 II 양산형 – 각 에이스 파일럿 전용기

- MS-06G 자쿠 II G형 육전형 자쿠Ⅱ 개수형
- MS-06J 자쿠 II J형 육전형
- MS-06K(MS-06J-12) 자쿠 캐논

- MS-06RP 자쿠 II RP형 고기동형 시제기
- MS-06R-1 자쿠 II R-1형 고기동형

- MS-06R-1A 자쿠 II R1A형 고기동형 개량기

- MS-06R-2P 자쿠 II R2P형 고기동형 2단계 시제기
- MS-06R-2 자크 II R2형 고기동형 2단계

- MS-06W 일반 작업용 자크 II W형
- MS-06V 자쿠 탱크

- MS-06Z 사이코뮤 시험용 자쿠 II Z형
- YMS-07 구프 시제형
- MS-07A 구프 초기생산형
- MS-07B 구프
- MS-07C-1 구프 후기형
- MS-07C-3 구프 중장형
- MS-07C-4 구프 고기동 시험형
- MS-07C-5 구프 시제실험형
- MS-07H 구프 비행시험형
- MS-07H-2 구프 비행시험형
- MS-07H-4 구프 비행시험형
- YMS-08A 고기동형 시제기
- YMS-09 돔 시제형
- YMS-09D 돔 열대적응 시험형
- MS-09D 돔 열대전 사양
- MS-14B 겔구그 B형 고기동형 겔구그
- MS-14C 겔구그 캐논

- MSN-01 사이코뮤 고기동시험형
- MSN-02(MS-16X) 퍼펙트 지옹
- MSM-01(MS-06M) 자크 마리너 수중형 자쿠

### 차기 MS 계획 (MS-X)

#### 지구 연방군
- FA-78-2 헤비 건담

- 버스트 라이너
- 콜벳 부스터
- 스쿠트

#### 지온 공국군
- MS-10 주다 개량형(실제 바뀐 알맹이는 없다)
- MS-11 액트 자쿠
- MS-12 기간
- MS-13 갓샤
- MS-17 가르발디 알파

### 오오카와라 구니오 컬렉션（M-MSV）

#### 지구 연방군
- FA-78-3 풀 아머 건담 3호기 (건담 7번기）
  - HFA-78-3 중장 풀 아머 건담
- RAG-79 아쿠아 짐
  - RAG-79-G1 수중형 건담 (건다이버, 아쿠아 건담）
- RGM-79F 육전용 짐
- RGM-79SP 사막전용 짐
- RX-77-1A 건캐논 A
- RX-78-4 건담 4호기（G-04）
- RX-78-5 건담 5호기（G-05）
- RX-78-6 건담 6호기（머드록）
- RX-78-7 건담 7호기
- RX-78-8 건담 8호기
- RX-81ST 스탠다드
  - RX-81LA 경장갑형

#### 지온 공국군
- MS-04 자쿠 시제형
- MS-06R-3S 자크 II 고기동형 시제기（선행시제형 겔구그）

- MSM-02 수중실험기
- MSM-03-1 곡그 시제형

### 기동전사 건담 제08 MS소대

#### 지구 연방군
- RB-79K 볼 선행양산형(볼 근접 전투형)
- RGM-79E 짐 E형（짐 우주용 선행양산 시제형)
- RGM-79[G] 육전형 짐
- RX-75 양산형 건탱크
- RX-79[G] 육전형 건담
- RX-79[G]Ez8 건담 Ez-8

- FF-X7-Jet(FF-XA) 제트 코어 부스터
- 호버 트럭

#### 지온 공국군
- MS-05B 자쿠 I 후기 생산형
- MS-06F 자쿠 II F형
- MS-06J 자쿠 II J형 육전형
- MS-06K 자쿠 캐논
- MS-06RD-4 자쿠 RD4형 우주 고기동 시험형
- MS-06V 자쿠 탱크
- MS-07B-3 구프 커스텀
- MS-07H-8 구프 비행시험형
- MS-09 돔
- MSM-04 앗가이

- 아프사라스 I
  - 아프사라스 II
  - 아프사라스 III
- 돕
- 룩군
- 도다이Ⅱ
- 마젤라 어택

### 기동전사 건담 0080 주머니 속의 전쟁 (원제: 機動戦士ガンダム0080 ポケットの中の戦争) (Anime)

#### 지구 연방군
- RX-78NT-1 알렉스
  - RX-78NT-1 알렉스 (쵸밤 아머 장착)
  - RX-78NT-1FA 풀 아머 건담 NT-1
- RGM-79G 짐 커맨드
  - RGM-79GL 짐 커맨드 라이트 아머
  - RGM-79GS 짐 커맨드 우주전 사양
- RGM-79SP 짐 스나이퍼 II
- RGM-79D 짐 한랭지 사양
- RX-77D 양산형 건캐논

#### 지온 공국군
- MS-14JG 겔구그 J | 겔구그 예거
- MS-18E 캠퍼
  - YMS-18 프로토 타입 캠퍼
- MS-06FZ 자쿠 II 改 | 양산형 자쿠 II (중기 생산형)
  - MS-06FZ 자쿠 II 改(프리츠 헬름)
- MSM-07E 즈곡크 E형
- MSM-03C 하이곡그 | 곡그 改 (곡그 중기 생산형)
- MS-09R-2 릭 돔 II
  - MS-09R-2 릭 돔 II <콜로니 사양 : 녹색>

#### 기타
- RH-35E 드라켄 E

### 기동전사 건담 외전 - EX REVUE (원제: 機動戦士ガンダム EX REVUE) (PC GAME)

#### 지온 공국군 (Principality of Zeon Dukedom)
- MS-19 돌멜 (ドルメル)

### 기동전사 건담 외전 - CROSS DIMENSION 0079 죽어가는것들에 대한 기도 (원제: 機動戦士ガンダム CROSS DIMENSION 0079 死にゆくものたちへの祈り) (PC GAME)

#### 지구 연방군 (Earth Federation Space Force)
- RX-78XX 픽시

#### 지온 공국군 (Principality of Zeon Dukedom)
- MS-08TX 이프리트

### 기동전사 건담 외전 - GUNDAM TACTICS -MOBILITY FLEET 0079-

#### 지구 연방군 (Earth Federation Space Force)
- RRf-06 쟈니
- RX-78Opt 건담 G 대시

#### 지온 공국군 (Principality of Zeon Dukedom)
- MA-05M 비그로 마이어

### 기동전사 건담 외전 - THE BLUE DESTINY (원제: 機動戦士ガンダム外伝 THE BLUE DESTINY) (PC GAME)

#### 지구 연방군 (Earth Federation Space Force)
- RX-79BD-1 블루 데스티니 1호기
- RX-79BD-3 블루 데스티니 3호기

#### 지온 공국군 (Principality of Zeon Dukedom)
- RX-79BD-2 블루 데스티니 2호기
- MS-08TX/EXAM 이프리트改

### 기동전사 건담 외전 - 콜로니가 떨어진 대지에

#### 지구연방군 (화이트 딩고대)
- RGM-79 짐
- RGM-80 짐 캐논
- RX-77D 양산형 건캐논
- RGM-79SP 짐 스나이퍼 II
- 호버 트럭

#### 지온 공국군
- 라이노 사라스
- MS-14G 겔구그 G형 육전용 겔구그
- MS-07B　구프

### 기동전사 건담 MS 이글루 603 (코믹스)

#### 지온 공국군
- EMS-04 주다 초기형
- EMS-10 주다
- GM Camouf 겜 카모프
- MS-05B 자쿠 I
- MS-06 자쿠 II
  - MS-06 자쿠 II용 시제 프로펠런트 유닛
  - MS-06C 자쿠 II 초기형
  - MS-06F 자쿠 II F형
  - MS-06JC 자쿠 II 육전형
  - MS-06M (MSM-01) 자쿠 마린 타입
- YMP-04 바롤
- QCX-76A 요르문간드
- QEX-04M 에기르
- YMT-05 힐돌프르

#### 지구연방군
- MS-06JC 자쿠 II 육전형 (세모벤테대)
- RB-79 볼
  - RB-79N 피쉬아이
- RGM-79 짐

### 기동전사 건담 MS 이글루 1년전쟁비록

#### 지온 공국군
- MS-05B 자쿠 I
- MS-06 자쿠 II
  - MS-06C 자쿠 II 초기형
  - MS-06F 자쿠 II F형
  - MS-06JC 자쿠 II 육전형
- EMS-10 주다
- YMT-05 힐돌브
- QCX-76A 요르문간드

#### 지구연방군
- MS-06JC 자쿠 II 육전형 (세모벤테대)
- RB-79 볼
- RGM-79 짐
- Type-61 61식 전차

### 기동전사 건담 MS 이글루 묵시록 0079

#### 지온 공국군
- MS-05B 자쿠 I
- MS-06F 자쿠 II F형
- MS-09R 릭돔
- MS-14 겔구그
- EMS-10 주다
- MSM-07Di 제고크
- MP-02A 옥고
- MA-05Ad 빅랑
- Mobile Diver 모빌 다이버

#### 지구연방군
- RB-79 볼
- RB-79K 볼 선행양산형
- RGM-79 짐 
  - RGM-79C 짐 카이

### 기동전사 건담 0083 STARDUST MEMORY

#### 지구 연방군
- MS-06F-2(MS-06F2) 자쿠 II F2형
- RB-79C 볼 개량형
- RGC-83 짐 캐논 II
- RGM-79C 짐改
- RGM-79 파워드 짐
- RGM-79N 짐 커스텀
- RX-78GP01 건담 시제 1호기 “제피랜서스”
  - RX-78GP01-Fb(RX-78GP01Fb)건담 시제 1호기 "풀 버니언"
- RX-78GP02A 건담 시제 2호기 “사이사리스”
- RX-78GP03 건담 시제 3호기“스테이맨”
  - RX-78GP03D 건담 시제 3호기“덴드로비움 오키스”

#### 티탄즈
- RGM-79Q 짐 쿠엘

#### 데라즈 함대
- AGX-04 거베라 테트라
- MS-06F-2(MS-06F2) 자크 II F2형
- MS-09F/Trop 돔 트로펜
- MS-09R-2(MS-09RII) 릭 돔 츠바이
- YMS-16M 자멜
- MS-14F 겔구그 마리네 겔구그 해병대 사양 
  - MS-14Fs 지휘관용 겔구그 마리네 겔구그 해병대 사양 지휘관기
- MS-21C 드랏체
- RX-78GP02A 건담 시제 2호기 “사이살리스”

- AMA-X2(AMX-002) 노이에 질
- MA-06 발 바로

#### 액시즈
- AMX-002(AMA-X2) 노이에 질

### 건담 0083 MSV
- AGX-04A1 거베라 테트라 개량형
- RX-78GP00 블로섬 (건담 시제 0호기)
- RX-78GP-01FA 건담 시제 1호기 증가장갑 부착형
- RX-78GP-01ST 스트라이크 GP01
- RX-78GP04G  건담 시제 4호기“거베라”

### 기동전사 건담 외전 - 건담전기 0081 (원제: 機動戦士ガンダム戦記) (PC GAME)

#### 지구 연방군
- RX-81 지라인
  - RX-81ST 지라인 표준 아머
  - RX-81LA 지라인 라이트 아머
  - RX-81AS 지라인 어설트 아머
- RX-78-7 건담 7 호기
  - FA-78-3 풀 아머 3 호기
  - HFA-78-3 중장 풀 아머 건담

#### 지온 공국군
- MS-14B 겔구그 <에릭 브랑케 전용기>
- MS-08TX/N 이프리트 나흐트

### 기동전사 건담 에꼴 듀 시엘 천공의 학교

#### 지구 연방군
- RGM-79 짐
- RGM-79C 짐改
- RMS-106 하이잭
- RMS-117 갈발디 베타
- RMS-179/RGM-79R 짐 II
- TGM-79C 짐 카나르
- TGM-79C 짐 칸느

#### 에우고 A.E.U.G
- MSA-003 네모
- MSS-008 르 시뉴 (Le Cygne)
- MSS-009 제모 (Gemeaux)
- RMS-099 (MSA-099) 릭 디아스
- RX-178 건담 Mk II

#### 티탄즈
- ORX-005 갸프랑
  - ORX-005CS 갸프랑 커스텀 엘리시아 기
- RGM-79Q 짐 쿠엘
- RMS-106 하이잭
- RMS-108 마라사이
- RMS-119 EWAC 잭 "아이잭"
- RMS-179/RGM-79R 짐 II

#### 지온 잔당
- MS-06F 자쿠 II F형
- MS-06F2 자쿠 II F2형
- MS-09R 릭돔
- MS-14A 겔구그
- RMS-106 하이잭
- TGM-79C 짐 카나르
- YMS-18 캠퍼 프로토타입

### 기동전사 Z 건담

#### 에우고 A.E.U.G
- RMS-099(MSA-099) 릭 디아스 (감마 건담)
- MSN-00100(MSN-100) 백식（델타 건담）
- MSA-003 네모
- MSA-005 메타스
- MSZ-006 Z 건담 (제타 건담)
- RGM-79R 짐 II
- RX-178 건담 Mk II

- FXA-05D G 디펜서
- 플라잉 아머
- 샤클즈
- 도다이 개량형
- 메가 바주카 런처

#### 카라바
- MSK-008 디제

#### 티탄즈
- RMS-106 하이잭
  - RMS-106CS 하이잭 커스텀
- RMS-108 마라사이
- RX-110 마라사이
- RX-139 함브라비
- RMS-154 바잠
- RX-160 바이아란
- RX-178 건담 Mk II
- RMS-179 짐 II

- ORX-005(ORX-05) 가플랑
- NRX-055(NRX-005) 바운드 독
- MRX-009 사이코 건담
- MRX-010 사이코 건담 Mk II

- FF-S3 세이버 피시
- FF-6 TIN 코드
- 게다
- 베이스 쟈바

#### 티탄즈 (쥬피트리스）
- PMX-000 멧사라
- PMX-001 팔라스 아테네
- PMX-002 보리노크 사만
- PMX-003 디 오

#### 지구 연방군
- MS-06E 자쿠 II E형 강행정찰형
- MS-06K 자쿠 캐논
- MS-06M 자쿠 마리너 수중형 자쿠
- MS-06V 자쿠 탱크
- MS-07H 구프 비행시험형
- MS-11 액트 자쿠
- RGC-80 짐 캐논
- RGM-79SC 짐 스나이퍼 커스텀 에이스 전용 개수기
- RMS-106 하이잭
- RMS-117 갈발디 베타
- RMS-179 짐 II
- RMV-1 건탱크 II
- RX-77-3 건캐논 중장형

- NRX-044(NRX-004) 앗시마

#### 액시즈(네오 지온)
- AMX-003 가자 C
- AMX-004 큐벨레이

### Z-MSV

#### 에우고 A.E.U.G
(형식번호 끝에 A : 에우고 기 K : 카라바 기)
- FA-007GIII 풀 아머 건담 Mk-III
- FA-100S 풀 아머 백식 개량형
- FA-178 풀 아머 건담 Mk-II
- MSA-001 델타 건담
- MSA-004 네모 II
  - MSA-004K 네모 III
- MSA-005K 건캐논 디텍터
- MSA-005M 메타스 마리너
- MSA-005S 메타스 개량형
- MSA-099-2 릭 디아스 II
- MSF-007 건담 Mk-III
- MSK-004 네모 II
- MSK-004K（MSA-004K） 네모 III
- MSK-100S 육전용 백식 개량형
- MSR-100S（MSR-00100S） 백식 개량형
- MSR-100S（MSR-00100S） 양산형 백식 개량형
- MSZ-006-X1（MSZ-006-X2、MSZ-006-X3） Z 건담 시제형
- MSZ-007 Z 건담 양산형
- MSZ-008 Z 건담 II
- RX-098 릭 디아스 시제형

#### 티탄즈
- MRX-007 사이코 건담 시제형
- MRX-011 양산형 사이코 건담

### ADVANCE OF Ζ 티탄즈의 깃발 아래

#### 티탄즈 테스트 팀
- RGM-79CR 짐改 고기동형
- RGM-79EW EWAC 짐（본편 미등록）
- RGM-79SR 짐 스나이퍼 III
  - RGM-79SR 짐 스나이퍼 III［중거리 지원 유니트］
- RX-121 건담TR-1［헤이즐］
  - RX-121 건담 TR-1［헤이즐］（증가장갑 사양）
  - RX-121 건담 TR-1［헤이즐］（최종형태）
  - RX-121-1 건담 TR-1［헤이즐改］
  - RX-121-1 건담TR-1［헤이즐改 서브 암 장비］
  - RX-121-1 건담TR-1［헤이즐 시험 장비기］（본편 미등록）
  - RX-121-1 건담TR-1［헤이즐改 어드밴스 유니트 장비］（본편 미등록）
  - RX-121-1 건담TR-1［헤이즐改 갈발디 베타 공용 부스터 포드］
  - RX-121-1 건담TR-1［헤이즐改 이카로스 유니트］
  - RX-121-1+FF-X29A 건담 TR-1［헤이즐 라］
    - FF-X29A G파츠［흐루두두］
- RGM-79Q 짐 쿠엘［헤이즐 예비기］
  - RX-121-2 건담 TR-1［헤이즐 2호기］
  - RX-121-2A 건담 TR-1［어드밴스트 헤이즐］
- YRMS-106 하이잭 선행양산형
  - YRMS106+BL-85X 바이잭 TR-2［빅윅］
  - RMS-106C 하이잭 캐논
- NRX-044(R) 프로토 타입 앗시마 TR-3［키하르］（가변 모빌아머）
  - NRX-044(R) 프로토 타입 앗시마 TR-3［키하르］（중력 하 사양）
- RX-107 TR-4 ［댄더라이언］
  - RX-107 TR-4 ［댄더라이언］코어 모듈
  - RX-107 TR-4 ［로제트］
- ORX-005 가플랑 TR-5［파이버］（가변 모빌아머）
- RMS-117 고기동형 갈발디 베타

#### 지온 공국군 잔당
- MS-06F 자쿠 슈투처
- MS-09R 릭 돔 (지온 잔당 사양) 
  - MS-09R 릭 돔 슈투처
- MS-14B 겔구그 (지온 잔당 사양) 
  - MS-14 겔구그 슈투처

### 건담 센티넬

#### 지구 연방군（α 임무부대）
- MSA-0011 S 건담 (수퍼리어 건담)
  - MSA-0011[Bst] S 건담 부스터 유닛 장비형
  - MSA-0011[Ext] Ex-S 건담
  - MSA-0011[Bst]PLAN 303E S 건담 장거리 타격형 (Deep Striker)
- FA-010-A FAZZ 풀 아머 ZZ 건담 （파즈）
- MSZ-006C1 제타 플러스 C1
  - MSZ-006A1(MSK-006) 제타 플러스 (대기권용)
  - MSZ-006A1(MSK-006) 제타 플러스（아무로 레이 전용기）
- MSA-007 네로
  - MSA-007T 네로 훈련형
  - MSA-007E EWAC 네로
- RGM-86R 누벨 짐 III

- FF-08GB(FXA-08GB) G 코어
- FF-08WR 와이번
- FF-S4 대거 피시

#### 뉴 디사이즈
- RMS-141 제크 아인
- RMS-142 제크 츠바이
- ORX-013 건담 Mk V

#### 네오 지온
- AMX-007 가자 E
- AMX-100 조디악

### 기동전사 건담 ZZ

#### 에우고
- MSZ-006 Z 건담
- MSA-005 메타스
- MSZ-010 ZZ 건담 (더블 제타 건담)
- RX-178 건담 Mk II
- MSN-00100 백식
- AMX-004-2 큐베레이 Mk-II

- FXA-07GB 코어 파이터
- FXA-08R 메가 라이더

#### 카라바
- RGM-86R 짐 III

#### 네오 지온
- AMA-01X 잠루 핀
- AMX-004 큐베레이
  - AMX-004-2(AMX-004-3) 큐베레이 Mk-II
  - AMX-004G 양산형 큐베레이
- AMX-006 가자 D
- AMX-008 가 조움
- AMX-009 드라이센
- AMX-011 자크 III
  - AMX-011S 자크 III 개량형
- AMX-014 도벤울프 (되펜볼프)
- AMX-015 가이마르크 (게마르크)
- AMX-101 가루스 J
- AMX-102 즈사
- AMX-103 햄머햄머
- AMX-104 R 쟈쟈
- AMX-107 바우
- AMX-109 카플
- AMX-117R(AMX-117L) 가즈 R (가즈 L)
- RMS-099B 슈투름 디아스
- RMS-119 아이잭
- RMS-192M 자쿠 마리너
- MRX-010 사이코 건담 Mk II
- MS-06F 자쿠 II F형
- MS-09G 드왓지
- MS-14J 리겔그

- NZ-000 퀸 만사

#### 지온 공국군 잔당 롬멜 부대
- MS-09H 드왓지 개량형
- MS-06D 자쿠 II D형 사막전형 자쿠

#### 아프리카 해방전선 청색부대
- MS-09G 드왓지
- MS-14A 겔구그 양산형
- MS-06D 자쿠 II D형 사막전형 자쿠
- RMS-119 EWAC 잭 (아이잭)

#### 기타
- MS-14A 겔구그 양산형
- MSM-07 즈곡크
- MS-05B 자쿠 I 후기 생산형
- MSM-03 곡그
- MSM-04 악가이
- MSM-04N 악그가이
- MSM-08 조곡그
- MS-06V 자쿠 탱크
- 게제
- 카톨

### ZZ-MSV
- MSZ-009 ZZ 건담 시제형
- MSZ-009B ZZ 건담 시제형 (하이 메가 헤드)
- MSZ-013 ZZ 건담 양산형

- AMX-008B 가 조움 포격형

- MS-06DRC 자쿠 사막전형 (롬멜 전용기)
- MS-14D 겔구그 사막전형
- RMS-188M 자쿠 다이버

### 기동전사 건담 샤아의 역습

#### 지구 연방군（론도 벨）
- RX-93 뉴 건담
- RGZ-91 리가지 (Refine Gundam Zeta)
- RGM-89 제간

- 베이스 쟈바

#### 지구 연방군
- RGM-86R 짐 III
- RGM-89 제간

#### 네오 지온
- AMS-119 기라 도가
- MSN-03 야크트 도가
- MSN-04 사자비
- NZ-333 알파 아지루
- RMS-116H 하이잭 민간용

- 샤클즈 (서브 플라이트 시스템)

### 기동전사 건담 샤아의 역습 벨토치카 칠드런 (소설판)

#### 지구연방군（론도 벨）
- RX-93-2 하이 뉴 건담

#### 네오 지온
- NZ-222 사이코 도가
- MSN-04-2 나이팅게일

### 샤아의 역습 - MSV

#### 지구 연방군
- FA-93HWS 뉴건담 헤비 웨폰 시스템
- RGM-88X 제다
- RGM-89S 스타크 제간
- RGM-90 제간 중장형
- RGZ-91B 리가지 커스텀
- RX-93 뉴 건담 (더블 핀 판넬 장비형）
- RX-93-2 하이 뉴 건담
- RX-94 양산형 뉴건담 (인컴 장비형)
- RX-94 양산형 뉴건담 (핀 판넬 장비형）

#### 네오 지온
- AMX-119 기라 도가 중무장 사양
- AMX-119S 기라 도가 개량형
- AMX-120X 기라 도가 사이코뮤 시험형
- MSN-04-2 나이팅게일

- NZ-222 사이코 도가
- NZ-444 베타 아지루

### 기동전사 건담 U.C. (유니콘)

#### 지구연방군（론도 벨)
- MSN-001A1 델타 플러스
- RGM-89 제간
- RGM-89S 스타크 제간
- RGM-96X 제스타
- RGZ-95 리젤 (ReZEL)
- RMS-106 하이잭

#### 네오지온 잔당 소맷동 (袖付き)
- AMS-119 기라 도가
- AMS-129 기라 줄루
- AMX-003 (MMT-1) 가자-C
- AMX-006 가자-D
- MS-06V 자쿠 탱크
- MS-09G 도왓지
- NZ-666 크샤트리아
- MSN-06S 시난주
- RMS-106 하이잭
- RMS-119 EWAC 잭 "아이잭"

#### ECOAS
- D-50C 로토

#### 비스트 재단 (Vist Foundation)
- RX-0 유니콘 건담

```
 RX-0 
유니콘 건담 2호기 밴시 노른
```

### 기동전사 건담 섬광의 하사웨이 (소설판)

#### 마프티
- RX-105 Ξ 건담 (크사이 건담)
- Me02R 멧사

#### 지구 연방군
- RX-104(FF) 페네로페
- FD-03 구스타프 칼
- BJ-K232 케사리아

### 기동전사 건담 F90

#### 지구 연방군
- F70 캐논 건담
- F90 건담 F90
  - F90A 공격형 (Assault Type)
  - F90D 중무장형 (Destroy Type)
  - F90S 지원형 (Support Type)
  - F90E 정찰형 (Reconnaissance Type)
  - F90H 호버형 (Hover Type)
  - F90M 수중형 (Marine Type)
  - F90P 대기권 돌입형 (Plunge Type)
  - F90V 베스바 형 (V.S.B.R Type)
- F90II 건담 F90II
  - F90II-I F90II 요격형 (Intercept Type)
  - F90II-L F90II 초장거리형 (Long Range Type)
- RGM-89J 제간
- RGM-89ST-2 ST-건

#### 마르스 지온 (올즈모빌 군대)
- OMAX-01 그란잠
- OMAX-03RF RF 앗잠
- OMS-15RF RF 걍
- OMS-06RF RF 자쿠
- OMS-07RF RF 구프
- OMS-09DRF RF 데저트 돔
- OMS-09RF RF 릭돔
- OMS-14RF RF 겔구그
- OMSM-07RF RF 즈고크
- OMS-90R 건담 F90

### 기동전사 건담 실루엣 포뮬러 91

#### 지구 연방군
- F90III-Y 클러스터 건담
  - F90Y Kai 클러스터 건담 개
- RX-99 (AFX-9000) 네오 건담
- RGM-89J 제간
- RGM-89R 제간 A타입
- RGM-89R 제간 파이어볼

#### 애너하임 일렉트로닉스
- F71B G-캐논 마그나
- RGM-111 하디건
- RX-99 네오 건담
- RXF-91 실루엣 건담
- RXF-91A 실루엣 건담改

#### 크로스본 뱅가드
- XM-01 데난 존
- XM-02 데난 게
- XM-03 에비루-S
- XM-05B 베르가 바루스
- XM-07G 비기나 지라

### 기동전사 건담 F91

#### 지구연방군/레지스탕스
- F71 G-캐논
- F91 건담 F91
- F-50D (RXR-44) 건탱크 R-44
- RGM-89J 제간
  - RGM-89M 제간 B타입
  - RGM-89R 제간 A타입
- RGM-109 헤비건
- XM-06 다기 이리스
- XM-07 비기나 기나

#### 크로스본 뱅가드
- XM-01 데난 존
- XM-02 데난 게
- XM-03 에비루 S
- XM-04 베르가 다라스
- XM-05 베르가 기로스
- XM-06 다기 이리스
- XM-07 비기나 기나
- XMA-01 라프레시아

### F91 MSV

#### 지구연방군
- F71 G-캐논 완전군장형 (Full Equipment Type)
- F71 G-캐논 베스바 타입 (VSBR Type)
- F91 건담 F91 트윈 베스바 타입 (Twin VSBR Type)
- HWF91 건담 F91 중무장형/백 캐논 타입 (Heavy Weapons Type)
- RGM-109 헤비건 완전군장형 (Full Equipment Type)
- RGM-111G 하디건 근접전 사양 (Close Combat Type)
- RGM-111R 하디건 정찰기 사양 (Reconnaissance Type)

#### 크로스본 뱅가드
- Den'an Worker 데난 워커
- XM-05 베르가 기로스 중무장형 (Heavy Armament Type)
- XM-06 다기 이리스 개량무장형 (Improved Armament Type)
- XM-07B 비기나 기나 II
- XM-07S 비기나 기나 베라 로나 스페셜

### 기동전사 크로스본 건담

#### 크로스본 뱅가드
- EMS-06 바타라
- EMS-10 페즈 바타라
- XM-01 데난 존
- XM-10 플린트
- XM-X1 (F97) 크로스본 건담 X1
  - XM-X1 (F97) 크로스본 건담 X1改
- XM-X2 (F97) 크로스본 건담 X2
- XM-X3 (F97) 크로스본 건담 X3
- Zondo Gei 존도 게

#### 지구연방군
- F91 건담 F91
- Model 133 볼
- RGM-89J 제간
- RGM-109 헤비건
- RGM-119 제임스건
- RGM-122 자벨린

#### 목성제국군
- DIONA 디오나
- CANGREJO 캉그리죠
- EMA-04 엘레판테
- EMA-06 엘레고레아
- NAUTILUS 노틸러스
- DIVINIDAD 디비니다드
- EMS-06 바타라
- EMS-07 엘레바도
- EMS-09 바곤
- EMS-10 페즈 바타라
- EMS-VSX1 콰바제
  - EMS-VSX1 콰바제 양산형
- EMS-VSX2 아비조
- EMS-VSX3 토투가
- XM-X2 (F97) 크로스본 건담 X2改

### 기동전사 크로스본 건담 스컬 하트

#### 크로스본 뱅가드
- EMS-06 바타라
- EMS-10 페즈 바타라
- XM-10 플린트
- XM-X1 (F97) 크로스본 건담 X1改
- XM-X1 (F97) 크로스본 건담 X1改改 스컬하트

#### 지구연방군
- B Gundam B건담 (볼)
- F91 건담 F91
- RB-79 볼
- RGM-79 짐
- RGM-122 자벨린
- RX-78 건담

#### 목성제국군
- Amakusa 아마쿠사
- EMS-06 바타라
- EMS-06-P 아라나 바타라
- EMS-10 페즈 바타라
- EMS-12 아라나
- Nautilus 노틸러스 改

### 기동전사 크로스본 건담 강철의 7인

#### 사나리 S.N.R.I.
- F99 레코드 브레이커

### 기동전사 V 건담

#### 리가 밀리티어
- LM111E02 건-이지 (Gun-EZ)
- LM111E03 건블래스터
- LM312V04 V 건담
  - LM312V04+SD-VB03A V-대쉬 건담
  - LM312V06 V 건담 헥사
  - LM312V06+SD-VB03A V-대쉬 건담 헥사
- LM314V21 V2 건담
  - LM314V23 V2 버스터 건담
  - LM314V24 V2 어설트 건담
  - LM314V23/24 V2 어설트버스터 건담
- ZM-S06S 졸로아트

#### 잔스칼 제국군/베스파
- ZM-A05G 리카르
- ZM-D11S 아비고르
- ZM-S06G 졸리디아
- ZM-S06S 졸로아트
- ZM-S08G 졸로
- ZM-S08GC 졸로改
- ZM-S09G 톰리아트
- ZM-S14S 콘티오
- ZM-S19S 샤이 탄
- ZM-S20S 쟈바코
- ZM-S21G 브룩켕
- ZM-S22G 임페리얼 리그 샤코
- ZM-S22S 리그 샤코
- ZM-S24G 게들라프
- ZM-S27G 도무트리아
- ZMT-A30S 비르케나우
- ZMT-A31A 돗고라
- ZMT-D15M 갈구이유
- ZMT-S12G 샤코
- ZMT-S13G 곳졸라
- ZMT-S16G 메메도자
- ZMT-S28S 겐가오조
- ZMT-S29 잔넥
- ZMT-S33S 고트라탄
- ZMT-S34S 리그 콘티오

#### 지구연방군
- RGM-119 제임스건
- RGM-122 자벨린